# Triaenodes probolius
Triaenodes probolius là một loài Trichoptera trong họ Leptoceridae. Chúng phân bố ở miền Australasia.